# Франсис Гари Пауърс
Франсис Гари Пауърс (на английски: Francis Gary Powers) (1929 – 1977) е американски военен летец, чийто разузнавателен самолет „Локхийд U-2“ е свален над СССР по време на шпионска мисия през 1960 г.
Пауърс се включва в програмата на ЦРУ за изпълнение на шпионски и разузнавателни мисии с U-2 над СССР и страните от Варшавския договор през 1956 г.
Самолетът му е свален на 1 май 1960 г. над територията на СССР, което води до криза в съветско-американските отношения. Пауърс се опитва да се спаси, скачайки с парашут, но е задържан в покрайнините на Свердловск. На 19 август 1960 г. е осъден от Военната колегия на Върховния съд на СССР на 10 г. лишаване от свобода, но е разменен за съветския шпионин Рудолф Абел в Берлин на 11 февруари 1962 г.
След завръщането си в САЩ Пауърс първоначално е обвиняван, че не е успял да унищожи шпионското оборудване в самолета и че не се е самоубил с отровата, която му е била дадена. Въпреки всичко, военните не повдигат обвинения срещу него. Пауърс продължава да работи във военната авиация, но данни за продължаване на шпионската му кариера няма. През 1977 г. загива при катастрофа с хеликоптер. През 2002 г. е награден посмъртно за мисията, в която е свален през 1960 г.